# Вимнянка
Вимнянка, Вимня — річка в Білорусі у Вітебському районі Вітебської області. Ліва притока річки Касплі (басейнБалтійського моря).

## Опис
Довжина річки 38 км, похил річки 1,7 %, площа басейну водозбору 357 км², середньорічний стік 1,4 м³/с. Формується притоками та безіменними струмками.

## Розташування
Бере початок із безіменного озера біля села Раніна. Тече переважно на північний схід через озеро Вимно та понад озером Яновичське біля селища Яновичі і біля села Мойсеєнки впадає в річку Касплю, ліву притоку річки Західної Двіни.